# 三好新五郎
三好 長久（みよし ながひさ）は、戦国時代の武将。

## 略歴
三好之長の甥である。「三好越後（三好長尚）子」とされており、「筑前（之長）が弟の三好越後と申者の子」と記されている。
永正17年（1520年）5月5日、細川澄元や伯父の之長に従って細川高国と等持院で戦うが敗北（等持院の戦い）。伯父や従兄弟の芥川長光、三好長則兄弟と共に曇華院殿に潜伏した。しかし高国に潜伏先を察知され、5月11日に伯父と共に生命の保証を条件にして降伏するが高国に騙され、同日のうちに伯父と共に知恩寺で斬られた。父と弟の長家・政長は後に高国と戦い政権を奪い取った。